# Merum (Roermond)

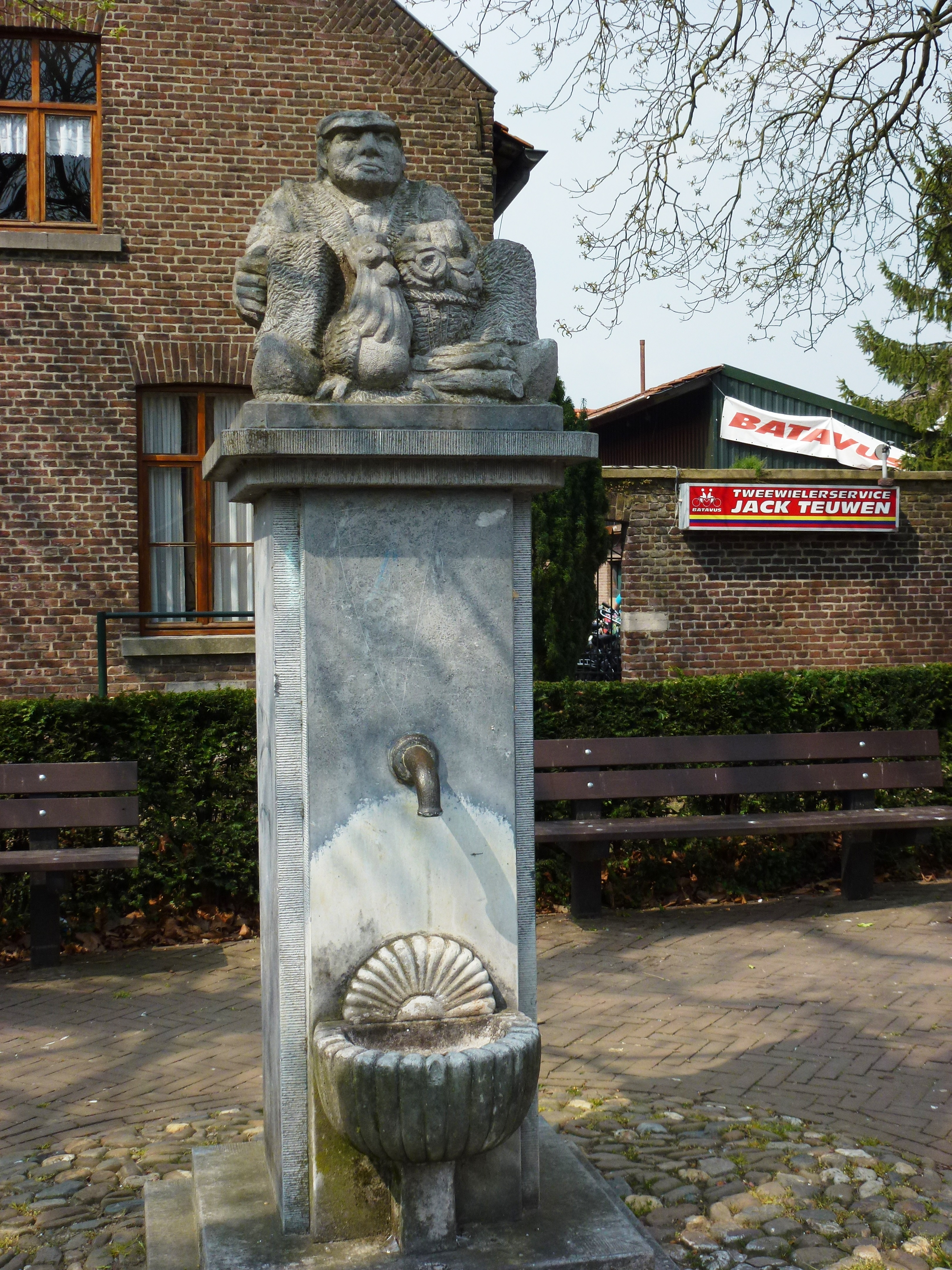
Marktmannetje op pomp

Merum (Limburgs: Maerem) is een Limburgs dorp in de gemeente Roermond. In het verleden behoorde het dorp tot de gemeente Herten. Op 1 januari 1991 werd de gemeente Herten aan Roermond toegevoegd.

## Geschiedenis
In de voorchristelijke tijden lag ten oosten van Merum een Donderberg.
In een akte uit 1222 betreffende de hof van Herten wordt een windmolen bij de Brumberg genoemd. 
Deze was van de heerlijkheid Daelenbroeck. Dit is een van de vroegste vermeldingen van een molen in Nederland.
In 1922 kwam de tramlijn Roermond - Sittard gereed en bij de Holleweg kwam de tramhalte Herten-Merum met wisselplaats. Hier stopte vijf trams in beide richtingen per dag en een rit naar station Roermond duurde twaalf minuten. In 1937 werd de tramlijn opgebroken en nam busvervoer het reizigersverkeer over. De straatnamen Tramweg en Oude trambaan herinneren nog aan deze geschiedenis.
Tussen Merum, Herten en Ool bouwde men tot 2010 aan de grootschalige woonwijk Oolderveste, waar 875 woningen verrezen. Dit stuitte op verzet omdat het laaggelegen, open gebied tussen deze dorpen aldus werd volgebouwd.

## Bezienswaardigheden
Merum heeft geen kerkgebouw.
- Kasteel Oudenborg, kasteelruïne nabij Oude Borgstraat 14
- Gesloten hoeve, aan Merumerbroekweg 2, 18e en 19e eeuw
- Beeld Marktmannetje met pomp, aan Bergstraat/Marktstraat, door Hans Peskens

## Natuur en landschap
Merum ligt vlak bij de Maas, op het middenterras, op ongeveer 27 meter hoogte. Het laagterras, 20 meter hoog, ligt ten noorden hiervan, en dit terrein werd omstreeks 2008 volgebouwd met de woonwijk Oolderveste. Ten zuidwesten van Merum ligt de Lus van Linne, een afgesneden Maasmeander waarvan het binnengebied vrijwel geheel werd vergraven voor grindwinning. Ten noordwesten van Merum ligt ook een grindplas, de Oolderplas met de natuurgebieden Oolder Greend en Isabelle Greend.
In het zuiden ligt het chemiebedrijf Nepakris en naar het oosten toe vindt men de Provinciale weg 271, een spoorlijn en een autosnelweg, vrijwel parallel aan elkaar.

## Voorzieningen
Merum beschikt over een tweetal cafés, voetbalvereniging SHH, een brassband en een schutterij. Merum heeft twee carnavalsverenigingen, de Plekkers en De Beerkeuning Maerum, en de carnavalsoptocht van Herten trekt ook door Merum.

## Bereikbaarheid
Ter hoogte van Merum ligt een toerit naar de A73 richting Venlo, Nijmegen en Maastricht. Buslijn 2 rijdt ieder half uur (maandag t/m zaterdag overdag) of ieder uur ('s avonds en op zondag) via Herten naar station Roermond en stopt in Merum op een drietal plaatsen.

## Nabijgelegen kernen
Herten, Linne, Sint Odiliënberg, Ool, Roermond, Swalmen
Stad: Roermond

Dorpen: Asenray · Asselt · Boukoul · Herten · Leeuwen · Maasniel · Merum · Ool · Swalmen

Gehuchten: Aan de Rijksweg · Einde · Hatenboer · Maalbroek · Spik · De Weerd · Wieler

Woonwijken: Donderberg · Gulker Weijde · Hammerveld West · Heide · Hoogvonderen · Kapel in 't Zand · De Kemp · Kitskensberg · Oolderveste · Roer-Zuid · Roermondse Veld · Roerzicht · Schöndeln · Sterrenberg · Tegelarijeveld · Thuserhof · Voorstad · Vrijveld · De Wijher

Limburg: Steden en dorpen      Nederland: Provincies · Gemeenten